# Erskine (Peel)
Erskine is een buitenwijk van de kuststad Mandurah in de regio Peel in West-Australië.

## Geschiedenis
De naam Erskine werd op 5 oktober 1970 voor een buitenwijk van Mandurah goedgekeurd. De wijk werd vernoemd naar luitenant Archibald Erskine van het 63e regiment. Erskine bezat er grond en werd er in 1831 tot 'Justice of the peace' benoemd.

## Beschrijving
Erskine maakt deel uit van het lokale bestuursgebied (LGA) City of Mandurah, waarvan Mandurah de hoofdplaats is. Het heeft een gemeenschapscentrum, trailerhelling en shoppingcentrum.
Tijdens de volkstelling van 2021 telde Erskine 5.429 inwoners, tegenover 3.099 in 2006.

## Ligging
Erskine ligt aan de van de Highway 1 deel uitmakende 'Old Coast Road', 75 kilometer ten zuidzuidwesten van de West-Australische hoofdstad Perth, 100 kilometer ten noorden van Bunbury en 5 kilometer ten zuidwesten van het centrum van Mandurah.
Het wordt begrensd door de 'Old Coast Road' en de 'Mandurah Bypass' in het noordwesten en het noorden, 'Peel Inlet' in het zuiden, het Mandurahestuarium in het oosten en de buitenwijk Falcon in het zuidwesten.

## Klimaat
Erskine kent een warm mediterraan klimaat, Csa volgens de klimaatclassificatie van Köppen.
Banksiadale · Barragup · Birchmont · Blythewood · Boddington · Bouvard · Carcoola · Chadoora · Clifton · Coodanup · Coolup · Crossman · Dawesville · Dudley Park · Dwellingup · Erskine · Etmilyn · Fairbridge · Falcon · Furnissdale · Greenfields · Halls Head · Hamel · Herron · Holyoake · Inglehope · Kooljerrenup · Lake Clifton · Lakelands · Lower Hotham · Madora Bay · Mandurah · Marradong · Marrinup · Meadow Springs · Meelon · Mount Cooke · Mount Wells · Myara · Nambeelup · Nanga Brook · Nirimba · North Dandalup · North Yunderup · Oakley · Parklands · Pinjarra · Point Grey · Preston Beach · Quindanning · Ranford · Ravenswood · San Remo · Silver Sands · Solus · South Yunderup · Stake Hill · Teesdale · Wagerup · Wannanup · Waroona · West Coolup · West Pinjarra · Whittaker · Wuraming